# تیمما
تیمما (نام علمی: Timema) نام یک سرده از شاخه بندپایان است.